# Kantar Millward Brown
Kantar Millward Brown (wcześniej Millward Brown) – międzynarodowy koncern zajmujący się badaniem rynku i opinii publicznej. Należy do międzynarodowej grupy Kantar, z kolei należącej do międzynarodowego koncernu z branży reklamy i opinii publicznej – WPP plc z główną siedzibą w Londynie.
Założony w Wielkiej Brytanii w 1973 przez Maurice’a Millwarda i Gordona Browna. W 1986 połączył się z amerykańską firmą badawczą Ad Factors, a w 1999 został przejęty przez brytyjską WPP plc.

## Millward Brown w Polsce
Polski oddział powstał w 1990 roku pod nazwą SMG/KRC. Jednym z założycieli był Jakub Bierzyński. Od 2000 roku SMG/KRC Poland jest członkiem globalnej sieci Millward Brown International i przyjął nazwę Millward Brown.
W 2016 roku przedsiębiorstwo zmieniło nazwę na Kantar Millward Brown.